# Gaston Glass
Gaston Glass (ur. 31 grudnia 1899 w Paryżu, zm. 11 listopada 1965 w Santa Monica) – amerykański aktor i producent, urodzony we Francji.

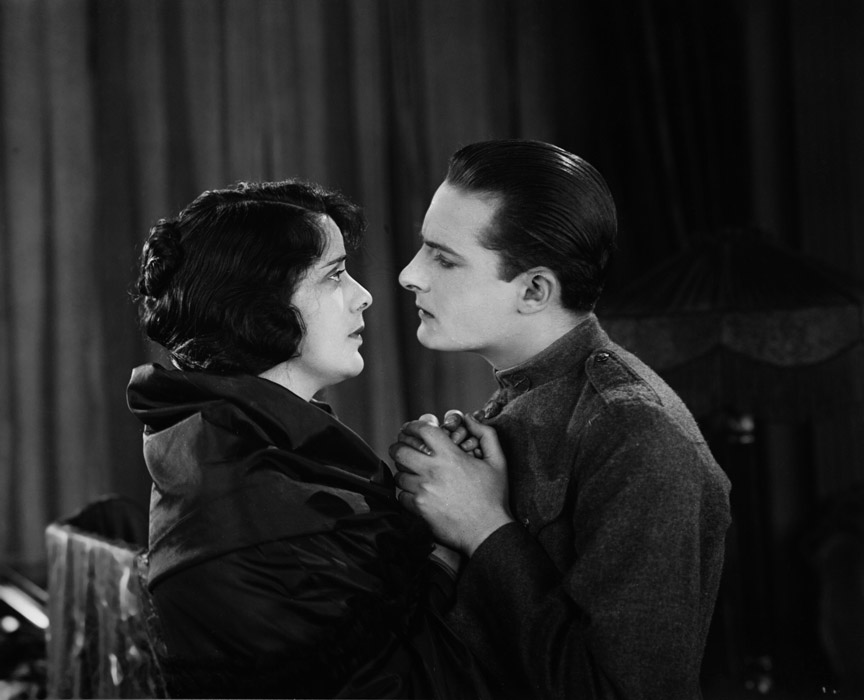
Alma Rubens i Glass w Humoresque (1920).

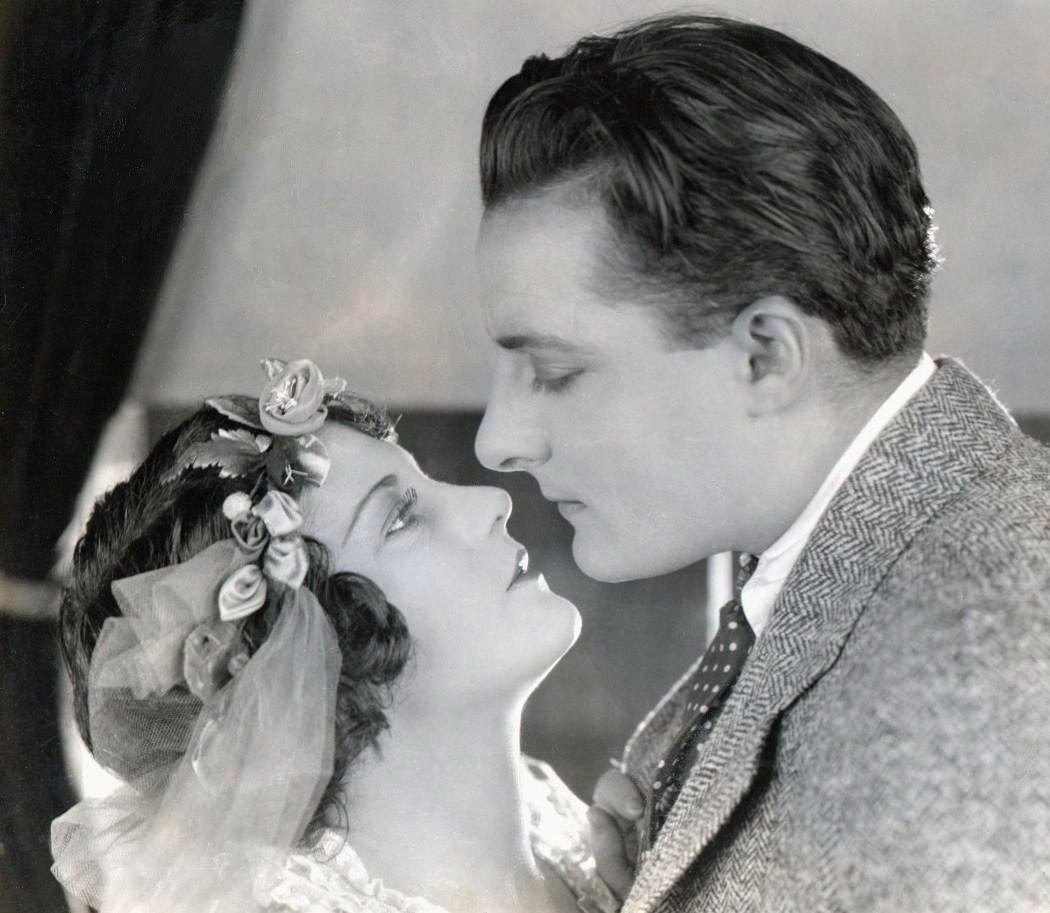
Z Viola Dana w There Are No Villains (1921)

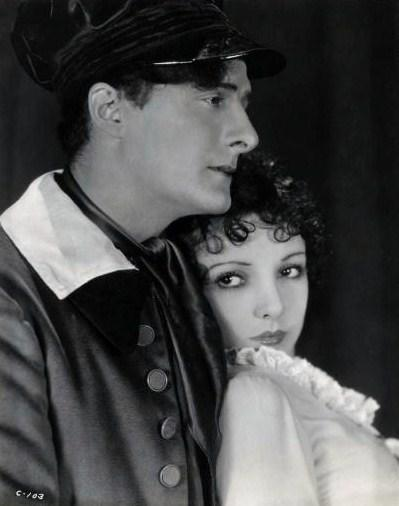
Z Niną Quartero w The Red Mark (1928)

## Wybrana filmografia
- The Corsican Brothers (1917)
- Let's Elope (1919)
- Oh, You Women! (1919)
- God's Crucible (2020)
- Humoresque (1920)
- The World and His Wife (1920)
- The Branded Woman (1920)
- Her Winning Way (1921)
- There Are No Villains (1921)
- Glass Houses (1922)
- Little Miss Smiles (1922)
- The Song of Life (1922)
- I Am the Law (1922)
- The Kingdom Within (1922)
- The Hero (1923)
- Gimme (1923)
- Trouping with Ellen (1924)
- I Am the Man (1924)
- After the Ball (1924)
- The Mad Marriage (1925)
- The Bad Lands (1925)
- The Scarlet West (1925)
- Parisian Nights (1925)
- The Flying Fool (1926)
- Subway Sadie (1926)
- Things Wives Tell (1926)
- The Call of the Klondike (1926)
- Sweet Daddies (1926)
- The Jazz Girl (1926)
- Exclusive Rights (1926)
- Tentacles of the North (1926)
- Wives at Auction (1926)
- Sinews of Steel (1927)
- The Show Girl (1927)
- The Gorilla (1927)
- The Wife's Relations (1928)
- The Red Mark (1928)
- A Gentleman Preferred (1928)
- Broken Barriers (1928)
- Geraldine (1929)
- Tiger Rose (1929)
- The Faker (1929)
- She Got What She Wanted (1930)
- The Big Trail (1931)
- The Clutching Hand (1936)
- Mary of Scotland (1936)
- Gambling with Souls (1936)
- Death in the Air (1936)
- Espionage (1937)
- Paris After Dark (1943)